# Henryk Grabowski (sportowiec)

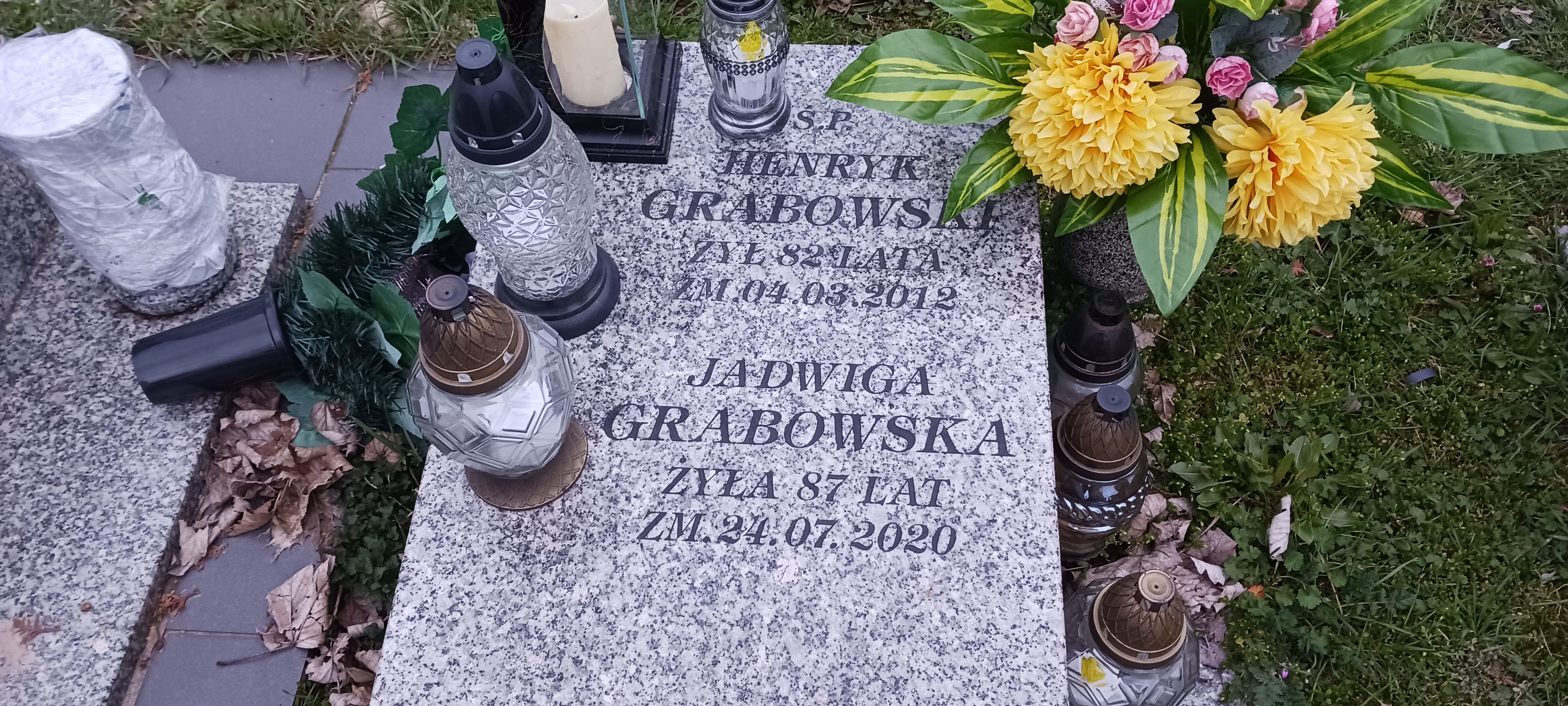
Grób Henryka Grabowskiego na cm. komunalnym przy ul. Wojkowickiej w Czeladzi.

Henryk Piotr Grabowski (ur. 19 października 1929 w Czeladzi, zm. 4 marca 2012 tamże) – polski lekkoatleta, skoczek w dal.
Zawodnik klubów: Górnik Czeladź (1949–1950), CWKS Warszawa (1951–1952), Górnik Mysłowice (1953), Górnik Zabrze (1954), Górnik Katowice (1955–1957) i CKS Czeladź (1958–1960). Olimpijczyk z Helsinek (1952) i Melbourne (1956). 
Podczas igrzysk w Melbourne zwyciężył (z wynikiem 7,52 m) w eliminacjach, jednak kontuzja nogi spowodowała, że w finale uzyskał zaledwie 7,15 m i zajął 10. miejsce.
Brązowy medalista mistrzostw Europy w Sztokholmie (1958) z wynikiem 7,51. Podczas Międzynarodowych Igrzysk Sportowych Młodzieży w Moskwie wygrał skok w dal (1957) uzyskując 7,46 oraz zdobył srebrny medal w sztafecie 4 × 100 m (40,8). 
3-krotny mistrz kraju (1952, 1956, 1958) i 8-krotny rekordzista Polski w skoku w dal (do 7,81 w 1958). Rekordy życiowe: w dal – 7,81 (1958), bieg na 100 m – 10,7 (1956). W rankingu Track & Field News notowany czterokrotnie w skoku w dal: 1955 – 9. miejsce, 1956 – 7. miejsce, 1957 – 4. miejsce, 1958 – 4. miejsce. Dwadzieścia trzy razy bronił barw narodowych w meczach międzypaństwowych.